# Jean Balissat
Jean Balissat (Lausanne, 15 mei 1936 – Corcelles-le-Jorat, 15 september 2007) was een Zwitsers componist, muziekpedagoog, musicus en dirigent.

## Levensloop
Hij studeerde aan het Conservatoire de Lausanne in Lausanne bij Hans Haug harmonieleer alsook contrapunt en vanaf 1954 aan het Conservatoire de musique de Genève in Genève bij André-François Marescotti compositie en orkestratie alsook bij Samuel Baud-Bovy directie. Eveneens studeerde hij percussie bij Charles Peschier en hoorn bij Robert Faller.
Van 1972 tot 1983 was hij professor voor compositie en orkestratie aan het Conservatoire de musique de Genève in Genève. Sinds 1979 werkt hij eveneens als professor aan het Conservatoire de Lausanne van Lausanne. Door zijn opleiding aan de conservatoria van Genève en Lausanne heeft hij talrijke jonge studenten aangemoedigd te componeren.
Verder was hij van 1960 tot 1983 dirigent van verschillende harmonieorkesten, onder andere 12 jaar bij het bekende orkest La Landwehr in Fribourg, Zwitserland.
Hij was van 1986 to 1990 voorzitter van de Schweizerischer Tonkünstlerverein (STV) en werd in 1991 president van de SUISA-Stichting voor muziek (vergelijkbaar met de BUMA in Nederland).

## Composities

### Werken voor orkest
- 1958 Ballade pour orchestre
- 1959 Sinfonie No.2
- 1960 Sinfonietta pour cordes
- 1969 Variations concertantes voor 3 slagwerkers en orkest
- 1972 Concertino pour percussion et orchestre
- 1977 Fête des vignerons naar een boek van François Debluë
- 1980 Rückblick - pour violon et orchestre
- 1982 Bioméros voor kamerorkest
- 1983 Elegia notturna per piccola orchestra
- 1987 Intermezzo pour orchestre de chambre
- 1989 Cantus firmus pour orchestre
- 1989 Concerto pour violon et orchestre
- 1990 Concerto pout hautbois et orchestre
- 1991 Cantabile voor klarinet en strijkers
- 2003 Orgelconcert
- 2004 Träumerei pour cordes
- 2005 Capriccio voor euphonium en kamerorkest

### Werken voor harmonieorkest en brassband
- 1981 Incantation et sacrifice essai pour une harmonie bicéphale
- 1994 Le Chante de L'Alpe
- 1998 Gli elimenti voor harmonieorkest 
  - 1. La terre
  - 2. L'acqua
  - 3. L'aria
  - 4. Il fuoco
- AGE - Suite symphonique, pour grande orchestre d'harmonie
- Les Gursks, symfonisch gedicht voor harmonieorkest
- Le premier jour pour orchestre d'harmonie
- Le ranz des vaches, voor alphoorn en harmonieorkest
- Petite ouverture romantique
- Preludio Alfetto
- Second Sinfonietta For Band voor brassband
- Sinfonie pour orchestre d'harmonie
- Songes d'automne sinfonietta voor harmonieorkest

### Kamermuziek
- 1956 Adagio et Fugue voor viool en piano
- 1971 Sept Variations voor octet